# Tůma Přeloučský
Tůma Přeloučský, uváděn i jako Tomáš z Přelouče (~1435, Přelouč – 23. února 1518, Přerov), byl český náboženský myslitel a duchovní, literární představitel první generace Jednoty bratrské.

## Život
Vyučil se krejčím. Byl však znalý latiny, kterou se patrně naučil na některé městské husitské škole. Prý byl rovněž částečně vzdělán v lékařství, není však známo, kde toto vzdělání získal.
Byl jedním ze zakladatelů Jednoty bratrské. V roce 1467 byl ve Lhotce u Rychnova zvolen (přesněji vylosován) jedním z prvních tří bratrských kněží (spolu s Matějem z Kunvaldu a Eliášem z Chřenskova na Moravě). Poté až do konce života působil v Přerově, z něhož udělal klíčovou bratrskou základnu na Moravě. Na přelomu 15. a 16. století (synod v Rychnově nad Kněžnou roku 1494) se účastnil sporu o vztah Jednoty bratrské k vnějšímu světu a světské moci, z něhož vyšel poražen, avšak nezatrpkl a dál se angažoval. Zúčastnil se mnoha polemik s odpůrci Jednoty té doby (s farářem v Holešově, s farářem z Lipníku, s farářem v Hranicích a dalšími). Od roku 1501 až do své smrti držel nejvyšší správcovskou pozici v církvi, post tzv. sudího.
Všechny jeho dochované práce jsou psány česky. Originální byla jeho teologie dějin, inspirovaná starozákonními texty a táborskými autory, což byly zdroje ve staré Jednotě bratrské velmi neobvyklé. Jako jeden z prvních bratrských autorů si osvojil ironii. Zemřel 23. února 1518 v Přerově a zde byl též pohřben.

## Spisy
- TŮMA PŘELOUČSKÝ. Tůmy Přeloučského spis o původu Jednoty bratrské a o chudých lidech. Praha: Melantrich, 1947. 149 s. cnb001228982.